# Viola Fischerová
Viola Fischerová (18. října 1935 Brno – 4. listopadu 2010 Praha., provdaná Viola Jedličková) byla česká básnířka a překladatelka. Patřila ke generaci „šestatřicátníků“. Byla dcerou prof. Josefa Ludvíka Fischera a nevlastní sestrou básnířky a filoložky Sylvy Fischerové.

## Biografie
Druhou světovou válku prožila bez otce, který stačil emigrovat, jen s matkou-učitelkou, na venkově v jižních Čechách. Po válce nastoupila na gymnázium. Dále vystudovala slavistiku na univerzitách v Brně a v Praze. Spřátelila se s Jiřím Kuběnou, s nímž od studií sdílela společnost Šestatřicátníků, dále s Václavem Havlem a Jiřím Kolářem. Cenila si Jana Zábrany. V šedesátých letech pracovala v literární redakci Československého rozhlasu, kde se setkala a odvysílala mj. pořad s Bohumilem Hrabalem.
V roce 1968 poznala na Zbraslavi svého budoucího manžela Pavla Buksu (spisovatele Karla Michala) a téhož roku s ním emigrovala do švýcarské Basileje, kde se zprvu živila manuálními pracemi, např. jako podomní prodejce. Dále tam vystudovala germanistiku a historii na Basilejské univerzitě. Po dobrovolné smrti svého manžela (1984) odešla do Německa. Zde pokračovala ve spolupráci s rádiem Svobodná Evropa a časopisem Svědectví. Jejím druhým manželem se zde stal spisovatel Josef Jedlička († 1990). Od roku 1994 žila v Praze. Do konce života předávala své životní zkušenosti jak interpretům, tak začínajícím nakladatelům.
Její první básnická sbírka Propadání nemohla v roce 1957 vyjít, takže debutovala až roku 1993 sbírkou Zádušní básně za Pavla Buksu. Po něm následovalo v poměrně rychlém sledu vydávání dalších deseti sbírek. Psala také pro děti. Psaním a publikováním se vypsala ze svého tragického osudu a vyrovnala se s ním.
Její dílo se dočkalo řady literárních ocenění, dvakrát dostala cenu Magnesia Litera.

## Dílo
- Zádušní básně za Pavla Buksu, 1993
- Babí hodina, 1994/1995
- Jak pápěří, 1996
- Odrostlá blízkost, 1996
- Divoká dráha domovů, 1998
- Matečná samota, 2002
- Nyní, 2004 — Dresdner Lyrikpreis 2006 (v německém překladu)
- Co vyprávěla dlouhá chvíle — Magnesia Litera 2006 za nejlepší knihu pro děti a mládež
- Předkonec, Fra 2007
- Písečné dítě, Fra 2007
- Domek na vinici, Fra 2009 – Magnesia Litera 2010 v kategorii poezie